# 六所神社 (大磯町)

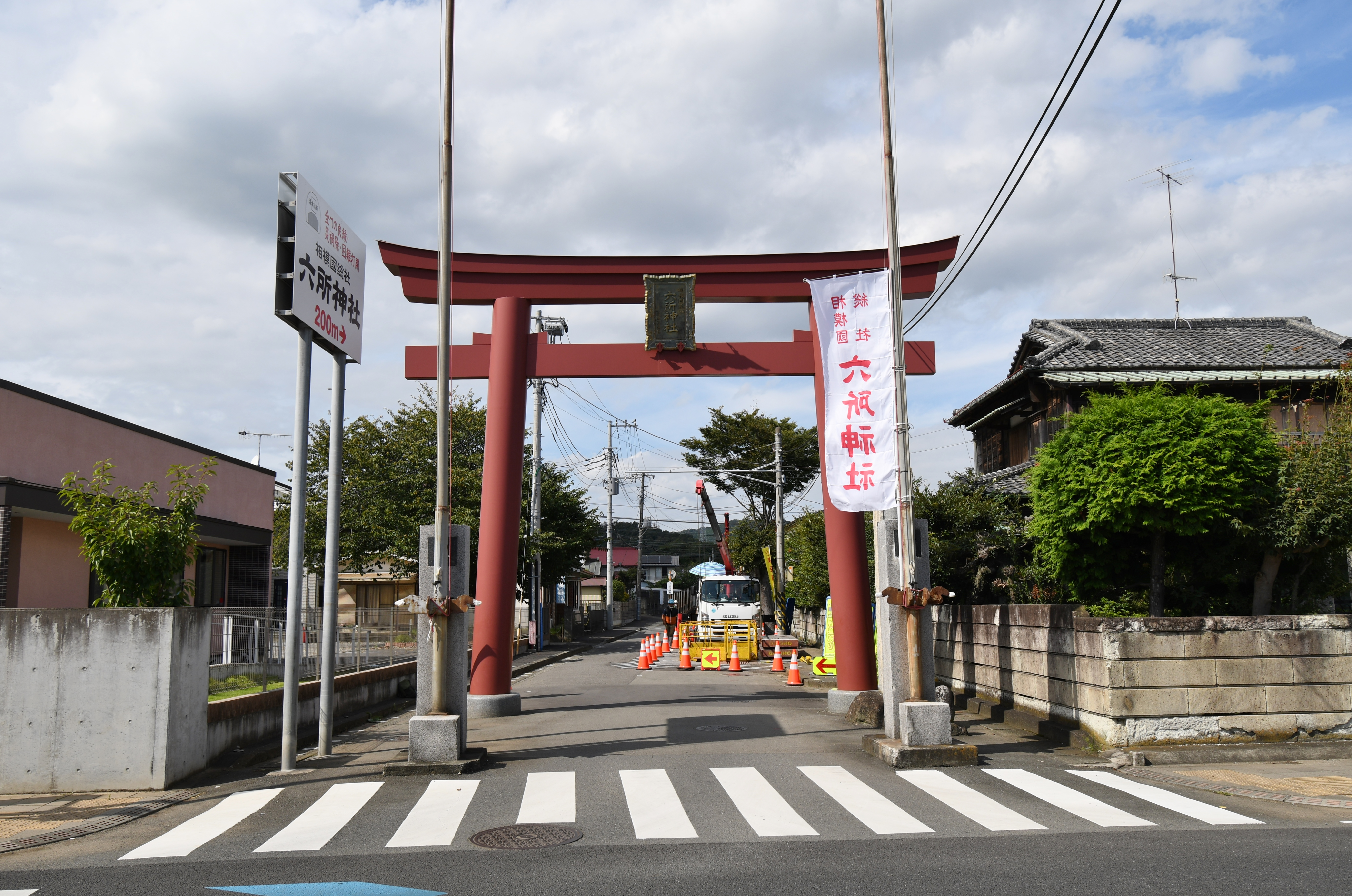
鳥居

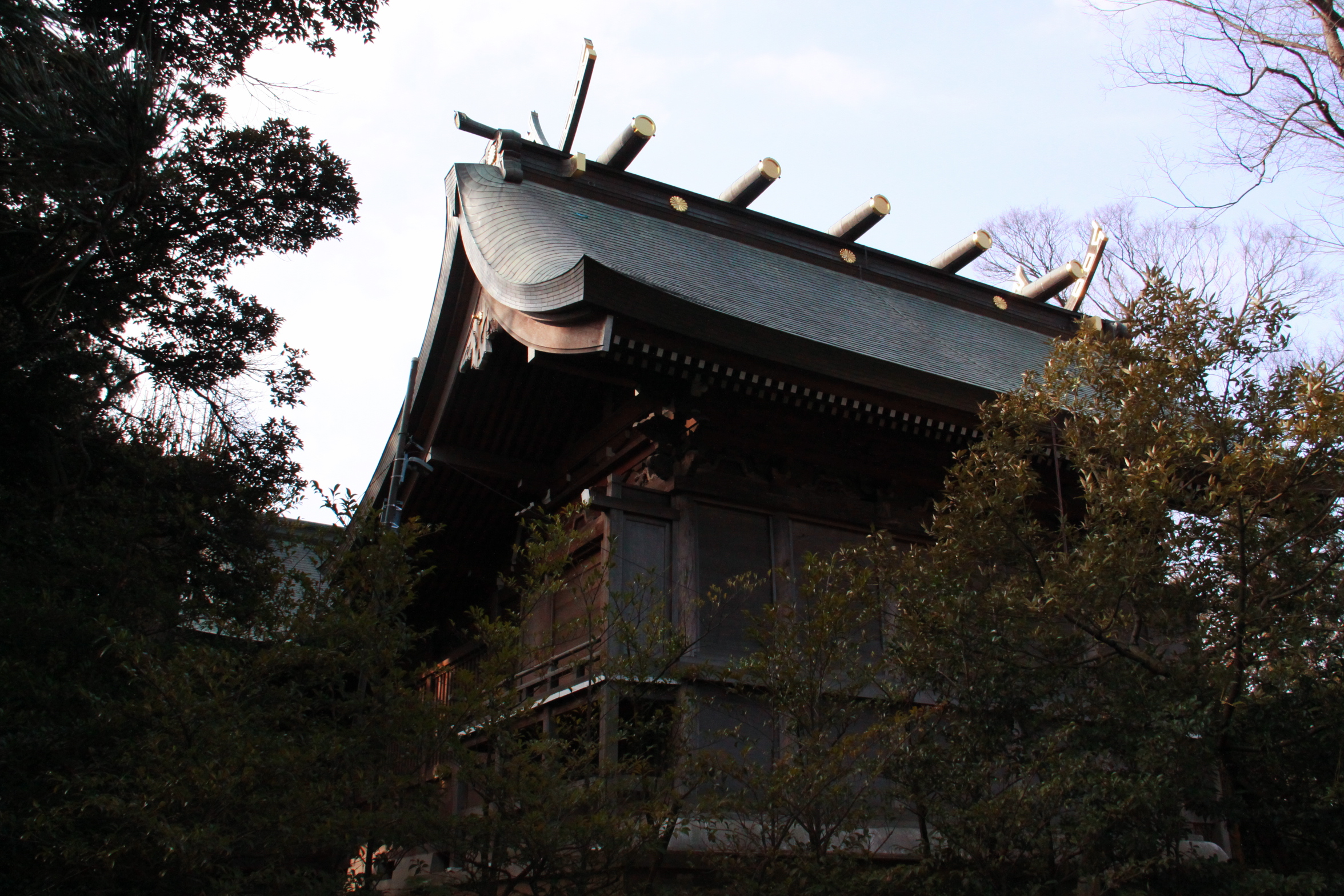
本殿造営当時は全体が朱塗りであった。相模五社の神々を祭るため5つの扉がある。『快元僧都記』によれば天文9年（1540年）鶴岡八幡宮造営の参考にするため当社棟札を持ち出したと言い、平成の修築では棟札が見つけられなかった。

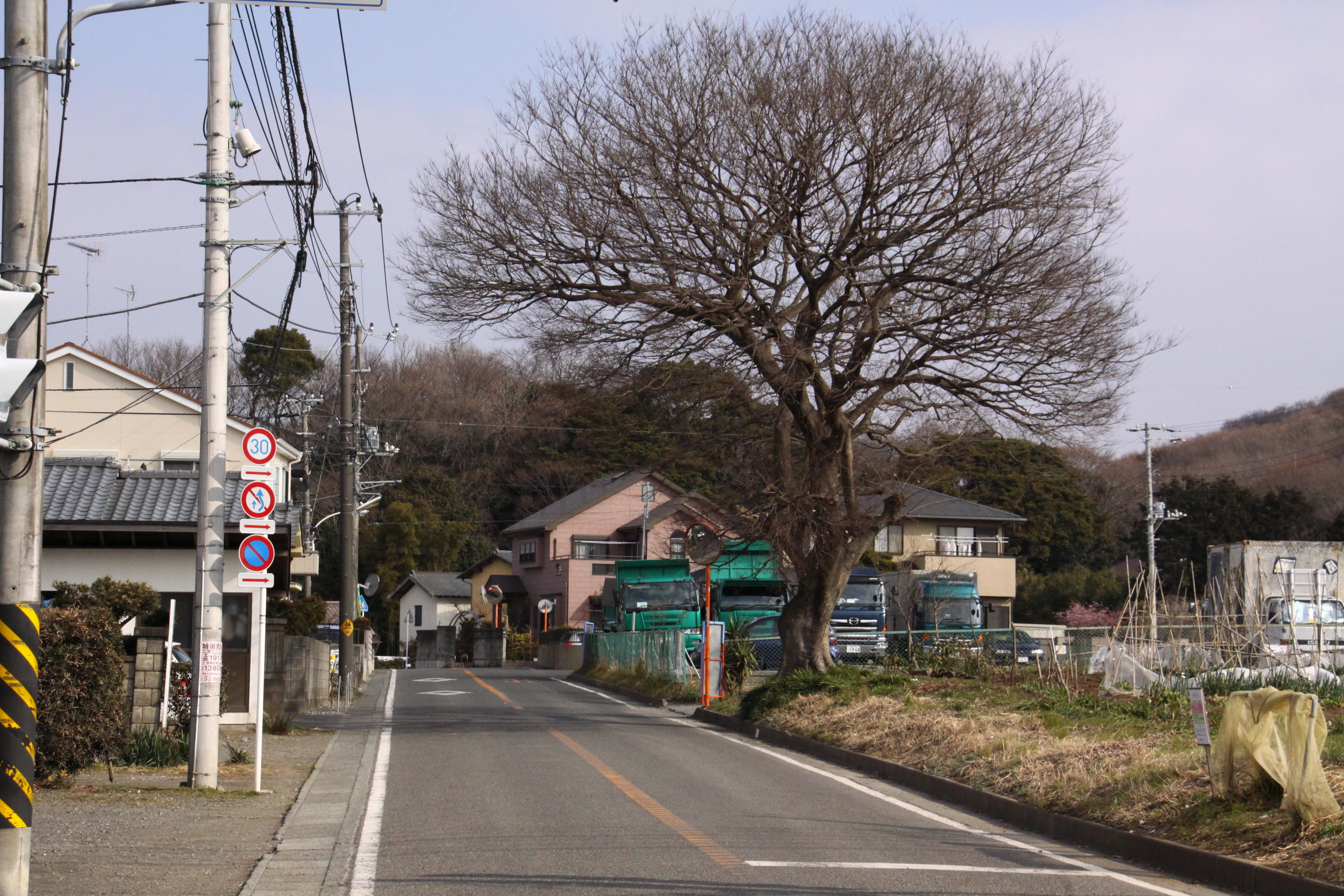
神揃山道路の突き当りに見えるのが国府祭で座問答神事が行われる神揃山。馬場公園付近より撮影。

六所神社（ろくしょじんじゃ）は、神奈川県中郡大磯町国府本郷にある神社。相模国総社で、旧社格は郷社。
毎年5月5日に往古神領の神揃山（神集山）で国府祭（こうのまち）を催行し、相模国の一宮から四宮および平塚八幡宮（五宮格）の神輿渡御を受ける。

## 祭神
当地に元々あった柳田大明神社に、相模国の一宮から四宮まで、および五宮格の平塚八幡宮の祭神を合祀しており、六社の神を祀ることから「六所神社」という。
- 柳田大明神 -- 櫛稲田姫命・須佐之男命・大己貴尊
- 一宮：寒川神社祭神
- 二宮：川勾神社祭神
- 三宮：比々多神社祭神
- 四宮：前鳥神社祭神
- 平塚八幡宮祭神

## 歴史
崇神天皇の時代、出雲国（現在の島根県東部）より移住しこの地を開墾した人々は、この地を柳田郷と名附け、出雲の祖神である櫛稲田姫命・須佐之男命・大己貴尊を祀って「柳田大明神」と称し、現在地より北西1kmの石上台（伊勢神台）に社殿を築いた。『六所明神之縁起』によれば、創建の年は崇神天皇甲申年と伝えられる。
養老2年（718年）元正天皇より国司に対し、勅を以って当社を相模国の神祇の中心として総社に定めるという宣下がなされ、これにより同年閏4月8日に現在地へ遷座した。平安時代には国府に近い当社に国内有力5社の祭神の分霊を勧請し、国府六所宮とも称されるようになった。また社伝によれば、天応元年（781年）5月5日の早良親王夷賊征討に際し退攘祈願が行われたとしている。
『吾妻鏡』にみられる当社に関連する記事を、時系列的に並べる。
- 治承4年（1180年）10月16日の条：源頼朝が富士川の戦いに向かう途中で「相模国府六所宮」に到り、戦勝を祈願したとされる。
- 治承4年（1180年）10月23日の条：相模国府において北条時政等25人へ論功行賞が行われた記事があるが、これは当社神領において行われたと伝えられる。
- 文治元年（1185年）11月24日の条：当社を含む、相模国内の仏寺15ヶ所と神社11ヶ所へ国土太平の御願書を奉った記事がある。
- 文治2年（1186年）5月29日の条：源頼朝が東海道の総社ならびに国分寺の復興を命じた際に、『中世諸国一宮制の基礎的研究』[2]によると、当社も修復を受けた可能性が高い。
- 建久3年（1192年）5月8日の条：後白河法皇の七七日仏事へ参加した僧衆の中に「六所宮二口」が見えることから、当社より供僧2名が参加したことがわかる。また、この際に御礼として白布3段と米1袋を頂いている。
- 建久3年（1192年）8月9日の条：源頼朝が北条政子の安産を祈願した神社として「総社柳田」の名が見え、この時に神馬が奉納された[1]。
- 建長4年（1252年）4月14日の条：宗尊親王が鎌倉に下向された際、将軍事始の儀として、鶴岡八幡宮以下の、当社を含む大社に神馬を奉納した記事がある[1]。

戦国期に入り、永正年間（1504年 - 1520年）に北条氏綱が社殿を造営、『六所明神之縁起』によれば天正年間（1573年 - 1593年）に北条氏政が本殿を修復し、現在の本殿ができあがった。また拝殿基壇の石垣も後北条氏の寄進によるものである。天文13年（1544年）12月23日付けの『北条家朱印状』では65貫78文の知行高を安堵し、さらに造営方として30貫500文の追加が認められており、後北条家から厚く保護されたのが分かる。
天正19年（1591年）徳川家康より御朱印状が下され、御朱印地50石が寄進された。『六所明神之縁起』によれば、以後代々の将軍家からも寄進を受けたと言う。『新編相模国風土記稿 巻之40』によれば、正保4年（1647年）4月に府中祭礼における狼藉や喧嘩の禁止、社殿修築における百姓の助成などを定めた制札が江戸幕府より出され、保護を受けている。
明治の近代社格制度では郷社へ列格された。

## 祭事
- 元旦祭（1月1日）
- 節分祭（2月3日）
- 国府祭（5月5日）
- 例大祭（櫛魂祭、別称：くしまつり）（9月4日前後の日曜日）
- 放生会（11月23日）
- 大祓式（12月中）